# Buc-ee's
Buc-ee’s是位于美國德克薩斯州、阿拉巴馬州、喬治亞州和佛羅里達州的24小時便利商店。该公司由Arch“Beaver”Aplin III和Don Wasek所有，总部位于德克萨斯州杰克逊湖。经营香烟、烟草、薯条、饮料、思樂冰等，还包括熟食、咖啡以及德克萨斯为主题的礼品和食品，以及狩猎用品和钓鱼用具。此外还有牛肉干、格兰诺拉麦片、罐装蔬菜、蜜饯、糕点等等，招牌产品是焦糖和黄油釉玉米粉，被称为「海狸掘金」。。

## 外部連結
- 官方网站（英文）
- Buc-ee’s的Facebook專頁
- Buc-ee’s的X（前Twitter）
- Buc-ee’s的Instagram帳戶